# Jean-Yves Zahoui
Jean-Yves Zahoui (Parigi, 8 marzo 1988) è un ex cestista francese con cittadinanza ivoriana.

## Carriera
Con la Costa d'Avorio ha disputato i Campionati africani del 2015.